# Niedersächsisches Landesamt für Verbraucherschutz und Lebensmittelsicherheit
Das Niedersächsische Landesamt für Verbraucherschutz und Lebensmittelsicherheit (LAVES) ist eine im Jahr 2001 gebildete Landesoberbehörde im Geschäftsbereich des Niedersächsischen Ministeriums für Ernährung, Landwirtschaft und Verbraucherschutz und beschäftigt rund 900 Mitarbeiter.

## Aufgabenbereiche
Die Aufgaben im gesundheitlichen Verbraucherschutz umfassen:
- alle amtlichen Untersuchungen auf Stoffe, die die menschliche Gesundheit beeinträchtigen könnten, aus Lebens- und Futtermitteln, Tieren, Bedarfsgegenständen (Gegenstände des täglichen Lebens, wie Geschirr, Spielzeug oder Kosmetika)
- Kontrolle von Futtermittelbetrieben
- Überwachung der tierärztlichen Hausapotheken
- Grundzuständigkeit für die Überwachung der Antibiotikaminimierung[5]
- Beratung und Unterstützung der kommunalen Behörden in allen Fragen der Lebensmittelüberwachung, des grenzüberschreitenden Handels von Lebensmitteln tierischer Herkunft, der Tiergesundheit und des Tierschutzes
- Zulassung von Betrieben wie Tierkörperbeseitigungsanstalten, Fisch verarbeitenden Betrieben, Schlachtbetrieben oder Molkereien
- Marktüberwachung
- Überwachung von Ökokontrollstellen
- Tierversuchsangelegenheiten
- Anfragen nach dem Verbraucherinformationsgesetz
- Risikokommunikation
- Anonyme Meldestelle
- Tabakerzeugnisse

Das LAVES ist Kontaktstelle des Landes Niedersachsen für
- das EU-Schnellwarnsystem für Futtermittel und Lebensmittel
- für die Zentralstelle „G@ZIELT“ im Bundesamt für Verbraucherschutz und Lebensmittelsicherheit (BVL) zur Überwachung des Internethandels
- die Zentralstelle für Lebensmittelbetrug (BVL)

## Strukturelle Einordnung
Das LAVES wurde mit der Zielsetzung gegründet, Gesundheitsrisiken für Verbraucher frühzeitig zu ermitteln sowie rechtzeitig und wirksam zu bekämpfen. Seit dem 1. Juli 2001 sind die ehemaligen staatlichen Untersuchungsämter für Lebensmittel- und Veterinärdiagnostik im Landesamt zusammengeführt. Im Jahr 2003 kam das neu gegründete Futtermittelinstitut und 2004 kam das Institut für Bienenkunde Celle hinzu.
Die verbraucherschutzpolitischen Grundsätze für das Land legt das Niedersächsische Ministerium für Ernährung, Landwirtschaft, Verbraucherschutz und Landesentwicklung fest. Koordiniert werden die Verbraucherschutzaufgaben im LAVES. Die kommunalen Lebensmittelüberwachungs- und Veterinärbehörden führen diese vor Ort aus. Die Fachdezernate beraten die zuständigen Behörden der Landkreise in Fragen der Lebensmittelüberwachung, der Tierseuchenbekämpfung und Beseitigung tierischer Nebenprodukte, des Tierschutzes und der Binnenfischerei. Sie kontrollieren tierärztliche Hausapotheken, die Futtermittelwirtschaft, den ökologischen Landbau sowie die Einhaltung von Qualitätsnormen, Güteeigenschaften und Handelsklassen bei landwirtschaftlichen Erzeugnissen.

### Leitung
2002–2025 Eberhard Haunhorst

### Standorte

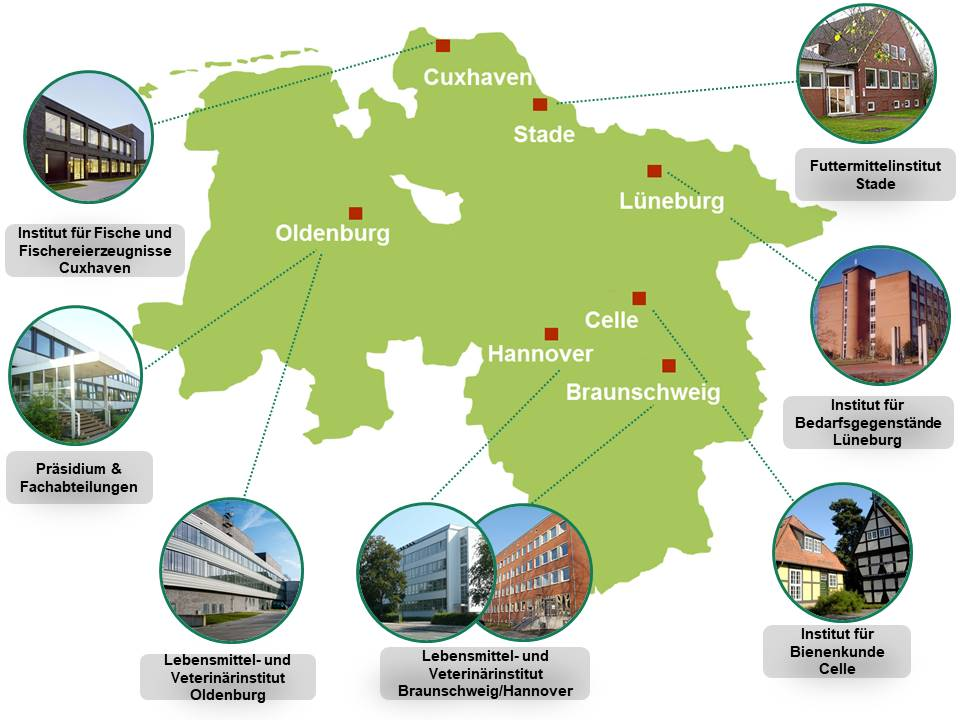

Das LAVES ist an folgenden Standorten vertreten:
- Oldenburg: Lebensmittel- und Veterinärinstitut, Fachdezernate: Lebensmittelüberwachung und grenzüberschreitender Handel, Task Force Verbraucherschutz, Tierarzneimittelüberwachung/Rückstandskontrolldienst, Tierseuchenbekämpfung/Beseitigung tierischer Nebenprodukte, Task-Force Veterinärwesen, Tierschutzdienst, Futtermittelüberwachung, Marktüberwachung, Ökologischer Landbau, Technische Sachverständige
- Braunschweig: Lebensmittel- und Veterinärinstitut
- Celle: Institut für Bienenkunde
- Cuxhaven: Institut für Fische und Fischereierzeugnisse
- Hannover: Lebensmittel- und Veterinärinstitut, Fachdezernate für Binnenfischerei und fischereikundlicher Dienst
- Lüneburg: Institut für Bedarfsgegenstände
- Stade: Futtermittelinstitut

### Presse- und Öffentlichkeitsarbeit
Die Stabsstelle Presse- und Öffentlichkeitsarbeit informiert Verbraucher und Medien zu den Themen gesundheitlicher Verbraucherschutz, Lebensmittelsicherheit und Tiergesundheit in Niedersachsen, unter anderem durch den Internetauftritt des LAVES und über Instagram.

### Ausbildung
Das LAVES bildet Chemielaboranten, Biologielaboranten, Tierwirte (Fachbereich Imkerei), Fachinformatiker (Fachbereich Systemintegration) und Verwaltungsfachangestellte aus. Darüber hinaus ist das LAVES Ausbildungs- und/oder Prüfungsbehörde für die Berufsgruppen Amtstierärzte, Lebensmittelchemiker sowie Lebensmittelkontrolleure. Das LAVES ist Prüfungsbehörde und koordiniert die 300-stündige fachtheoretische Ausbildung der seit September 2023 möglichen neuen Ausbildung zu Amtlichen Veterinärassistenten.

### Qualitätsmanagement
Das LAVES arbeitet nach dem seit 2006 eingeführten Qualitätsmanagementsystem auf der Basis des Einheitlichen Qualitätsmanagementsystems in niedersächsischen Organisationen des gesundheitlichen Verbraucherschutzes – EQUINO. Das Landesamt ist nach der Qualitätsmanagementnorm DIN EN ISO 9001 zertifiziert.